# Verbascum pseudolydium
Verbascum pseudolydium är en flenörtsväxtart som beskrevs av Hub.-mor.. Verbascum pseudolydium ingår i släktet kungsljus, och familjen flenörtsväxter. Inga underarter finns listade i Catalogue of Life.